# Per Steffensen
Per Steffensen (Kopenhagen, 27 februari 1963) is een voormalig Deens voetballer.
Steffensen groeide op in Hvidovre en kwam aanvankelijk uit voor de plaatselijke Hvidovre IF. In 1981 werd hij met deze ploeg kampioen van de SAS Ligaen. Hij verkaste in 1984 naar Brøndby IF waarmee hij drie keer landskampioen werd en in de Europacup I uitkwam. In 1987 en 1988 kwam de spelbepalende middenvelder zes keer uit voor het Deense nationale elftal.
In 1989 werd Steffensen getransfereerd naar FC Twente in Nederland. In zijn eerste seizoen scoorde hij twee doelpunten in 28 competitieduels en kwam hij uit in de ontmoetingen met Club Brugge in de UEFA Cup. In zijn tweede seizoen raakte hij op een zijspoor en werd hij vanaf de winterstop verhuurd aan Ikast FS in Denemarken. In 1991 mocht hij vertrekken bij Twente. Hij kwam vervolgens nog uit voor Odense BK en opnieuw voor Hvidovre IF.
Steffensen beëindigde zijn voetballoopbaan in 1994 en werd vervolgens journalist. Hij was algemeen redacteur bij een regionale krant en werd vervolgens sportverslaggever bij de Deense tabloid B.T. In 1995 versloeg hij voor deze krant de Ronde van Frankrijk.

## Erelijst
Brøndby IF
- SAS Ligaen

1985, 1987, 1988